# Sforbiciata (atletica leggera)

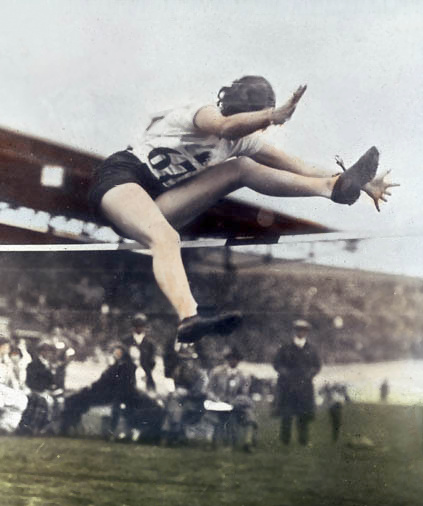
L'atleta canadese Ethel Catherwood alle prese con un salto in sforbiciata ai Giochi olimpici di. Vinse la medaglia d'oro grazie ad un salto di 1,59 m.

La sforbiciata (o salto a forbice) è uno stile di superamento dell'asticella nel salto in alto. Permette la caduta in piedi e veniva dunque utilizzato quando la superficie di atterraggio non era sufficientemente morbida (prima dell'introduzione del materasso, la zona di caduta era in sabbia).
La traiettoria della rincorsa è una linea retta, inclinata di 30÷50° rispetto all'asticella. Al momento dello stacco, le spalle devono essere alte, così come il bacino, mentre la prima gamba sale quasi completamente tesa fino a superare l'asticella. La gamba di stacco (l'ultima a staccarsi da terra) segue, anch'essa tesa, la prima gamba. È proprio da questo movimento delle gambe che deriva l'espressione sforbiciata.
Nel momento in cui la gamba di attacco (la prima a sollevarsi) si stacca da terra, l'atleta deve cercare di abbassare il petto e le spalle verso l'asticella, in modo da compensare lo slancio verso l'alto, prestando attenzione a non urtare la testa con il ginocchio.
Un ulteriore slancio può arrivare da un corretto movimento delle braccia: queste vanno portate verso l'alto, per poi essere riabbassate nella fase di caduta, evitando che urtino l'asticella.
L'atterraggio avviene in piedi su una superficie non rigida (un tempo era la sabbia, oggi un materasso) in modo da attenuare l'impatto del piede e da evitare scontri con superfici rigide in caso di perdita di equilibrio e caduta.